# فوليكو

فوليكو

فوليكو (بالبرتغالية: Fuleco) تميمة بطولة كأس العالم لكرة القدم 2014 في البرازيل. وهو عبارة عن شخصية مصورة لحيوان المُدَرَّع البرازيلي وهو مُدَرَّع مهدد بالانقراض في البرازيل. تم اختياره من قبل الاتحاد الدولي لكرة القدم في حفل نظمته اللجنة المنظمة في شهر سبتمبر 2012. وتم اختيار هذا التصميم من بين 46 تصميم قدمت للجنة المنظمة من قبل ست وكالات تصميم برازيلية.

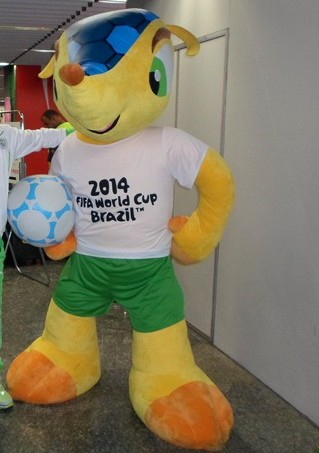
فوليكو

ترك الاتحاد الدولي لكرة القدم مهمة تسمية التميمة للجمهور، من خلال استفتاء على الشبكة العنكبوتية، بعدما رشح 3 أسماء ليتم اختيار إحداها اسماً للتعويذة. شارك في التصويت الذي جرى على الإنترنت ما يقارب 1.7 مليون مشارك، وأعلنت النتائج في 25 نوفمبر 2012. صوّت 48% منهم مع فوليكو (بالبرتغالية: Fuleco)، مقابل 31% مع اسم زوزيكو (بالبرتغالية: Zuzeco)، و 21% مع اسم أميجوبي (بالبرتغالية: Amijubi).
و فوليكو (بالبرتغالية: Fuleco) هو لفظ منحوت مشتق من كلمتين. (ful) أخذت من كلمة Futebol و تعني كرة القدم، بينما (eco) أخذت من كلمة Ecologia و تعني البيئة. هي كلمة قال المنظمون إنها تنقل رسالة عن مدى الوعي البيئي.

## روابط خارجية
- FIFA's official webpage on Fuleco نسخة محفوظة 5 أبريل 2014 على موقع واي باك مشين. In Portuguese.